# 古今亭佑輔
古今亭 佑輔（ここんてい ゆうすけ、1994年1月6日 - ）は、落語協会に所属する女性落語家。古今亭志ん輔門下の二ツ目。本名∶高橋 友里恵。

## 経歴
高校卒業後、2年間アメリカへ留学。そこで他国の友人から日本の文化について聞かれ何も答えられなかった事をきっかけに自国の文化に興味を持つ様になる。
東洋大学文学部英語コミュニケーション学科1年時の2014年にミス東洋大学コンテストでファイナリストとなり審査員特別賞を受賞。在学中から女優を目指し、芸能事務所トライストーン・エンタテイメントの俳優養成所に入所。miwaの楽曲『fighting-φ-girls』のMVなどに出演した。
養成所で落語の授業を担当した金原亭世之介の人情噺「文七元結」を聴いて感動。“男社会の中で女性の立ち位置を開拓していく楽しさがある”と落語に魅力を感じ、2016年1月に金原亭世之介に入門。師匠はそれまで弟子をとらない方針だったが、「ちょうど私も女性ができる落語の創作に挑戦していてね。タイミングというか、縁があったのかもしれません」と語っている。入門時は史上初の女子大生落語家として話題になり、当時あったブログのタイトルももし女子大生が落語家になったらであった。
2017年3月、前座となる。前座名は「金原亭乃ゝ香」。師匠は「名前はすぐに決めました。私はお客さんから『よのちゃん』と呼ばれている。彼女には『ののちゃん』と親しまれてほしい」と語っていた。
その後世之介に破門され2022年2月21日より古今亭志ん輔門下となり「古今亭佑輔」を名乗る。
演芸写真家の橘蓮二が、｢秘めた心の強さ／古今亭佑輔｣というタイトルで、｢古今亭佑輔の凛とした高座からは落語にかける熱い想いと良質な頑固さを感じた。｣等というエッセイを、ぴあステージに記述している。
2025年8月10日、同年3月に結婚したことと、第1子を妊娠したことを公表した。

## 芸歴
- 2016年1月 - 金原亭世之介に入門。
- 2017年3月 - 前座となる、前座名「乃ゝ香」。
- 2020年11月 - 二ツ目昇進。
- 2022年2月 - 古今亭志ん輔門下となり、「古今亭佑輔」と改名。

## 出演

### テレビ
- BSフジサタデースペシャル Zabu-1グランプリ2021（2021年1月30日、BSフジ）
- BS日テレ「笑点 特大号」若手大喜利
  - 金原亭乃ゝ香としての最後の仕事は、2021年11月17日の笑点特大号「金言大喜利」[注 1]。

### Web CM
- BeatsXイヤフォン「ワタシたちが、新色。」（2019年）

### MV
- miwa『fighting-φ-girls』（2015年）

### 舞台
- 劇団PU-PU-JUICE 第24回公演「青い十字架」 ハルナ役（2016年）